# Berliner Bürger- und Polizeibeauftragter
Der Berliner Bürger- und Polizeibeauftragte (BeBuePol) ist eine unabhängige, weisungsfreie oberste Landesbehörde mit Eingriffs- und Untersuchungsbefugnissen des Landes Berlin. Der Beauftragte soll als Beschwerdestelle bei Konflikten zwischen Bürgern und der Berliner Polizei oder anderen Berliner Behörden vermitteln, die der Aufsicht des Landes unterstehen.

## Geschichte
Auf Initiative der rot-rot-grünen Berliner Regierungskoalition beschloss das Abgeordnetenhaus von Berlin am 19. November 2020 das Gesetz zur Einführung des oder der Bürgerbeauftragten des Landes Berlin und des oder der Beauftragten für die Polizei Berlin und damit die Schaffung eines Berliner Bürger- und Polizeibeauftragten. Das Gesetz trat am 16. Dezember 2020 in Kraft. Ziel der Einrichtung eines solchen Beauftragten ist die Stärkung der Bürgerrechte und der Akzeptanz polizeilichen Handelns.
Neben Berlin gibt es Polizei- und bzw. oder Bürgerbeauftragte in Rheinland-Pfalz, Baden-Württemberg, Schleswig-Holstein und Nordrhein-Westfalen, Mecklenburg-Vorpommern und Thüringen wobei diese jeweils mit unterschiedlichen Befugnissen ausgestattet sind.
Die Einrichtung einer solchen Stelle war schon länger in Diskussion. Seit Jahren forderten Menschen- und Bürgerrechtsorganisationen die Einführung unabhängiger Ermittlungsstellen, um Vorwürfe rechtswidriger Polizeigewalt aufklären und ahnden zu können. Auch der Europäische Gerichtshof für Menschenrechte, der UN-Ausschuss gegen Folter sowie der Menschenrechtskommissar des Europarates kritisierten die fehlende Unabhängigkeit und damit die mangelhafte Effektivität bei der Aufklärung von Vorwürfen der unverhältnismäßigen Polizeigewalt in Deutschland.

## Aufgaben
Der Berliner Bürger- und Polizeibeauftragte hat als Bürgerbeauftragter von Gesetzes wegen die Aufgabe, im Rahmen des parlamentarischen Kontrollrechts des Berliner Abgeordnetenhauses die Stellung des Bürgers im Verkehr mit den Behörden zu stärken und die Arbeit des Petitionsausschusses des Abgeordnetenhauses zu unterstützen. Der Beauftragte soll eng mit dem Petitionsausschuss zusammenarbeiten und übernimmt teilweise Aufgaben von diesem, wobei er auch eigenständig nach eigenem Ermessen tätig werden kann.
Als Polizeibeauftragter hat er die gesetzliche Aufgabe, im Rahmen des parlamentarischen Kontrollrechts das partnerschaftliche Verhältnis zwischen Bürgern und der Berliner Polizei zu stärken. Er soll die Bürger im Dialog mit der Polizei unterstützen und darauf hinwirken, dass begründeten Beschwerden abgeholfen wird. Ihm obliegt auch die Befassung mit Vorgängen aus dem innerpolizeilichen Bereich, die an ihn im Rahmen einer Eingabe oder durch sonstige Hinweise herangetragen werden.
Jeder Bürger, der persönliches Fehlverhalten einzelner Polizeidienstkräfte oder die Rechtswidrigkeit einer polizeilichen Maßnahme behauptet, kann sich mit einer Beschwerde an den Polizeibeauftragten wenden. Auch die Polizeidienstkräfte des Landes Berlin können sich mit Beschwerden ohne Einhaltung des Dienstweges unmittelbar an den Polizeibeauftragten wenden. Im Rahmen der Aufklärung der Beschwerden stehen dem Polizeibeauftragten verschiedene erweiterte Eingriffs- und Untersuchungsbefugnisse zur Verfügung, welche auch für die Klärung von Diskriminierungsfällen in Bildungseinrichtungen gelten. Er hat beispielsweise das Recht, beteiligte Personen zu befragen, Akten einzusehen und alle Liegenschaften der Berliner Polizei zu betreten, welches jedoch in einigen Fällen verweigert werden kann.
Der Bürger- und Polizeibeauftragte soll dem Abgeordnetenhaus jedes Jahr bis zum 31. März einen schriftlichen Jahresbericht über seine Tätigkeit im vorangegangenen Jahr erstatten.

## Der Beauftragte
Der Bürger- und Polizeibeauftragte wird von dem Berliner Abgeordnetenhaus mit den Stimmen der Mehrheit seiner Mitglieder ohne Aussprache für eine Amtszeit von sieben Jahren gewählt. Nach Leistung des Amtseides wird er von dem Präsidenten des Abgeordnetenhauses ernannt. Der Beauftragte kann bei Ablauf der Amtszeit einmal wiedergewählt und vor Ablauf der Amtszeit per Zweidrittelmehrheit von dem Abgeordnetenhaus abgewählt werden.
Der Beauftragte steht in einem öffentlich-rechtlichen Amtsverhältnis und ist in Ausübung seines Amtes unabhängig, weisungsfrei und nur dem Gesetz unterworfen. Er nimmt seine Aufgabe als Hilfsorgan des Abgeordnetenhauses bei der Ausübung parlamentarischer Kontrolle wahr und untersteht dienstrechtlich der Dienstaufsicht des Präsidenten des Abgeordnetenhauses, soweit seine Unabhängigkeit dadurch nicht beeinträchtigt wird. Seine Vergütung entspricht in der Höhe dem Grundgehalt der Besoldungsgruppe B 5 und ist damit von der Vergütung mit einem Abteilungsleiter in einer Senatsverwaltung vergleichbar.
Zur Erledigung seiner Aufgaben kann der Beauftragte bis zu 16 Mitarbeitende einstellen, die ihm als Leiter der obersten Landesbehörde unterstehen. Nachdem die Besetzung des oder der Beauftragten im Jahr 2021 immer wieder verschoben worden war, wurde Alexander Oerke am 9. Juni 2022 vom Abgeordnetenhaus von Berlin zum ersten Bürger- und Polizeibeauftragten des Landes gewählt. Er trat das Amt am 1. August 2022 an.